# 都靈 (紐約州)
都靈（英語：Turin）是一個位於美國紐約州劉易斯縣的鎮。

## 人口
根據2020年美國人口普查的數據，都靈的面積為81.27平方千米，當中陸地面積為80.75平方千米，而水域面積為0.52平方千米。當地共有人口768人，而人口密度為每平方千米9人。